# 重叠矩阵
重叠矩阵是量子化学中用于描述量子力学系统中的基底向量的集合的矩阵。尤其是对于正交基底，重叠矩阵是对角线的。此外，如果基底向量形成了正交的集合，重叠矩阵就是单位矩阵。重叠矩阵总是n×n，其中n是基底函数的数目。这是一个格拉姆矩阵。
总体上，重叠矩阵是这样定义的：
{\displaystyle \mathbf {S} _{jk}=\left\langle b_{j}|b_{k}\right\rangle =\int \Psi _{j}^{*}\Psi _{k}d\tau }
其中
{\displaystyle \left|b_{j}\right\rangle }是第j个基底右矢；
{\displaystyle \Psi _{j}}是第j个波函数，定义为：{\displaystyle \Psi _{j}(x)=\left\langle x|b_{j}\right\rangle }。
特别的是，如果集合是标准的（不一定正交），对角线上的元素恒为1，而非对角元素的大小总小于或等于这个值。只有存在类似于柯西不等式的线性相关关系时才会取得等号。此外，这个矩阵的定义是恒正的，也就是它的特征值严格为正。